# Аран-и-Бидголь
Ара́н-и-Бидго́ль (перс. آران و بیدگل‎) — город в центральном Иране, в провинции Исфахан. Административный центр одноимённого шахрестана.

## История
Город был образован в 1975 году путём слияния сельских населённых пунктов Аран и Бидголь.

## География
Город находится в северо-западной части Исфахана, на западной границе пустыни Деште-Кевир, к северо-востоку от города Кашан. Абсолютная высота — 921 метр над уровнем моря.
Аран-и-Бидголь расположен на расстоянии приблизительно 147 километров к северу от Исфахана, административного центра провинции и на расстоянии 173 километров к югу от Тегерана, столицы страны.

## Население
По данным переписи, на 2006 год население составляло 55 651 человек; в национальном составе преобладают персы (носители центральноиранских диалектов арани и бидголи).

## Экономика и транспорт
Ведущей отраслью экономики города является ковроткачество. Ковры, произведённые в Аран-и-Бидголе, экспортируются в Пакистан, Афганистан и Ирак.

Ближайший аэропорт расположен в городе Кашан.